# Campeonato Mundial de Meia Maratona de 2002
O 11º Campeonato Mundial de Meia Maratona foi realizado em 5 de maio de 2002, na cidade de Bruxelas, Bélgica. Um total de 201 atletas, 123 homens e 78 mulheres, de 60 países, participaram.

## Resultados

### Corrida Masculina

#### Individual
| Posição | Competidor              | Nacionalidade | Tempo        |
| ------- | ----------------------- | ------------- | ------------ |
| 1       | Paul Kosgei             | KEN           | 1:00:39      |
| 2       | Jaouad Gharib           | MAR           | 1:00:42 (PB) |
| 3       | John Yuda               | TAN           | 1:00:57      |
| 4       | Yonas Kifle             | ERI           | 1:01:05      |
| 5       | Tesfaye Jifar           | ETH           | 1:01:11      |
| 6       | Shadrack Hoff           | RSA           | 1:01:23      |
| 7       | Rachid Berradi          | ITA           | 1:01:32      |
| 8       | Atsushi Sato            | JPN           | 1:01:37 (PB) |
| 9       | Charles Kamathi         | KEN           | 1:02:01      |
| 10      | Paul Kirui              | KEN           | 1:02:02      |
| 11      | Julio Rey               | ESP           | 1:02:10      |
| 12      | Francisco Javier Cortés | ESP           | 1:02:13      |
| 13      | Ambesse Tolosa          | ETH           | 1:02:19      |
| 14      | Marco Mazza             | ITA           | 1:02:21      |
| 15      | Hendrick Ramaala        | RSA           | 1:02:27      |

#### Equipas
| Posição | País          | Competidores                                                   |
| ------- | ------------- | -------------------------------------------------------------- |
| 1       | Quênia        | Paul Kosgei (1º) Charles Kamathi (9º) Paul Kirui (10º)         |
| 2       | Japão         | Atsushi Sato (8º) Toshihide Kato (17º) Kurao Umeki (19º)       |
| 3       | Etiópia       | Tesfaye Jifar (5º) Ambesse Tolosa (13º) Worku Bikila (37º)     |
| 4       | África do Sul | Shadrack Hoff (6º) Hendrick Ramaala (15º) Josia Thugwane (30º) |
| 5       | Itália        | Rachid Berradi (7º) Marco Mazza (14º) Daniele Caimmi (40º)     |

### Corrida Feminina

#### Individual
| Posição | Competidora        | Nacionalidade | Tempo        |
| ------- | ------------------ | ------------- | ------------ |
| 1       | Berhane Adere      | ETH           | 1:09:06      |
| 2       | Susan Chepkemei    | KEN           | 1:09:13      |
| 3       | Jeļena Prokopčuka  | LAT           | 1:09:15      |
| 4       | Mihaela Botezan    | ROM           | 1:09:24 (PB) |
| 5       | Pamela Chepchumba  | KEN           | 1:09:30 (PB) |
| 6       | Olivera Jevtić     | YUG           | 1:09:33      |
| 7       | Lenah Cheruiyot    | KEN           | 1:09:39      |
| 8       | Marleen Renders    | BEL           | 1:09:40      |
| 9       | Mizuki Noguchi     | JPN           | 1:09:43      |
| 10      | Asmae Leghzaoui    | MAR           | 1:09:46      |
| 11      | Kerryn McCann      | AUS           | 1:09:47      |
| 12      | Svetlana Zakharova | RUS           | 1:09:48 (PB) |
| 13      | Lyudmila Petrova   | RUS           | 1:09:55      |
| 14      | Sonia O'Sullivan   | IRL           | 1:10:04 (PB) |
| 15      | Luminiţa Talpos    | ROM           | 1:10:08 (PB) |

#### Equipas
| Posição | País    | Competidoras                                                         |
| ------- | ------- | -------------------------------------------------------------------- |
| 1       | Quênia  | Susan Chepkemei (2ª) Pamela Chepchumba (5ª) Lenah Cheruiyot (7ª)     |
| 2       | Rússia  | Svetlana Zakharova (12ª) Lyudmila Petrova (13ª) Irina Safarova (16ª) |
| 3       | Etiópia | Berhane Adere (1ª) Asha Gigi (17ª) Leila Aman (18ª)                  |
| 4       | Romênia | Mihaela Botezan (4ª) Luminiţa Talpos (15ª) Constantina Tomescu (22ª) |
| 5       | Japão   | Mizuki Noguchi (9ª) Mikie Takanaka (19ª) Kiyomi Ogawa (21ª)          |